# Simmern

Simmern (nemško Simmern/Hunsrück) je mesto v nemški zvezni deželi Porenje - Pfalška, 630 km jugozahodno od Berlina in 55 km zahodno od Mainza. Simmern je središče okrožja Rhein-Hunsrück in skupne občine (Verbandsgemeinde) Simmern.
Od leta 1969 se mesto uradno imenuje Kreisstadt Simmern-Hunsrück, saj sta se okrožji Simmern in St. Goar združili v okrožje Rhein-Hunsrück. Mesto leži natanko na 50. vzporedniku.
V zadnjih dvajsetih letih se je mesto industrijsko zelo razvilo.